# Kulohlavec Sieboldův
Kulohlavec Sieboldův (Globicephala macrorhynchus) je středně velký kytovec z čeledi delfínovití (Delphinidae) a jeden ze dvou zástupců kulohlavců. Má rozsáhlé rozšíření v oceánech tropického, subtropického i teplejší části mírného pásu. U evropských břehů se s ním lze setkat hlavně u Azorů, Madeiry a Kanárských ostrovů. Ve Středozemním moři se nevyskytuje, tam jej nahrazuje kulohlavec černý. Oba druhy kulohlavců si jsou extrémně podobné, kulohlavce Sieboldova lze při bližším prozkoumání odlišit díky kratším hrudním ploutvím, širší lebce či většímu počtu zubů. 
Jedná se převážně o černě zbarveného kytovce, na břišní straně mívá světlou podlouhlou skvrnu ve tvaru kotvy. Samice dosahují délek mezi 3,2–5,1 m, větší samci měří 4,2–7,3 m. Výrazná je srpovitá hřbetní ploutev s širokou bází a velká, často čtvercovitá hlava, která u starších samců zasahuje až před rypec. Nejčastěji se vyskytuje ve vodách o hloubkách mezi 1000–2500 m, v oblibě má hlavně oblasti s bohatou topografií dna. Živí se primárně desetiramenatci, občas může sežrat i rybu. Jedná se o velmi sociální zvíře žijící v menších stádech o 15–50 jedincích. Samice vrhá jen jedno mládě jednou za několik let. 
Celková populace nebyla kvantifikována, avšak druh je v místech výskytu popisován jako běžný. Globální populace ohrožena není, avšak místně má na druh negativní vliv znečištění oceánů těžkými kovy, nadměrný hluk, srážky s loděmi nebo zamotávání do rybářských sítí. Na několika lokalitách dochází již po staletí k lovu kulohlavců Sieboldových, který v Indonésii, Karibiku a Japonsku příležitostně pokračuje i ve 21. století. 

## Systematika

### Nomenklatura
Za formální autoritu druhu se považuje anglický přírodovědec John Edward Gray, který druh popsal v roce 1846 v knize The zoology of the voyage of the H.M.S. Erebus & Terror. Ve stejném díle Gray popsal i další druh kulohlavce, Globicephala sieboldi, na základě exempláře z Japonska. Druhové jméno tohoto taxonu bylo zvoleno k uctění německého přírodovědce Philippe Franze von Siebolda, který Grayovi poskytl exemplář k prozkoumání. Tento taxon byl později synonymizován s Globicephala macrorhynchus, nicméně synonymum G. sieboldi se promítlo do českého názvu.
Druhový název je složen z řeckého makros (velký) a rhynchos (rypec). Gray se totiž mylně domníval, že popisovaný druh bude mít velký rypec. Kulohlavec Sieboldův je jedním ze dvou recentních (v současnosti žijících) druhů kulohlavců (Globicephala), kteří mají globální rozšíření ve všech oceánech obou polokoulí. Kulohlavec černý obývá chladné vody blíže k pólům, kulohlavec Sieboldův se vyskytuje v teplejších vodách blíže k rovníku, přičemž z menší části se výskyt obou druhů překrývá (je tzv. sympatrický). Kulohlavci se řadí do čeledi delfínovitých (Delphinidae) společně s plískavicemi, delfíny, kosatkami, delfínci, orcelami aj.

### Vnitřní systematika

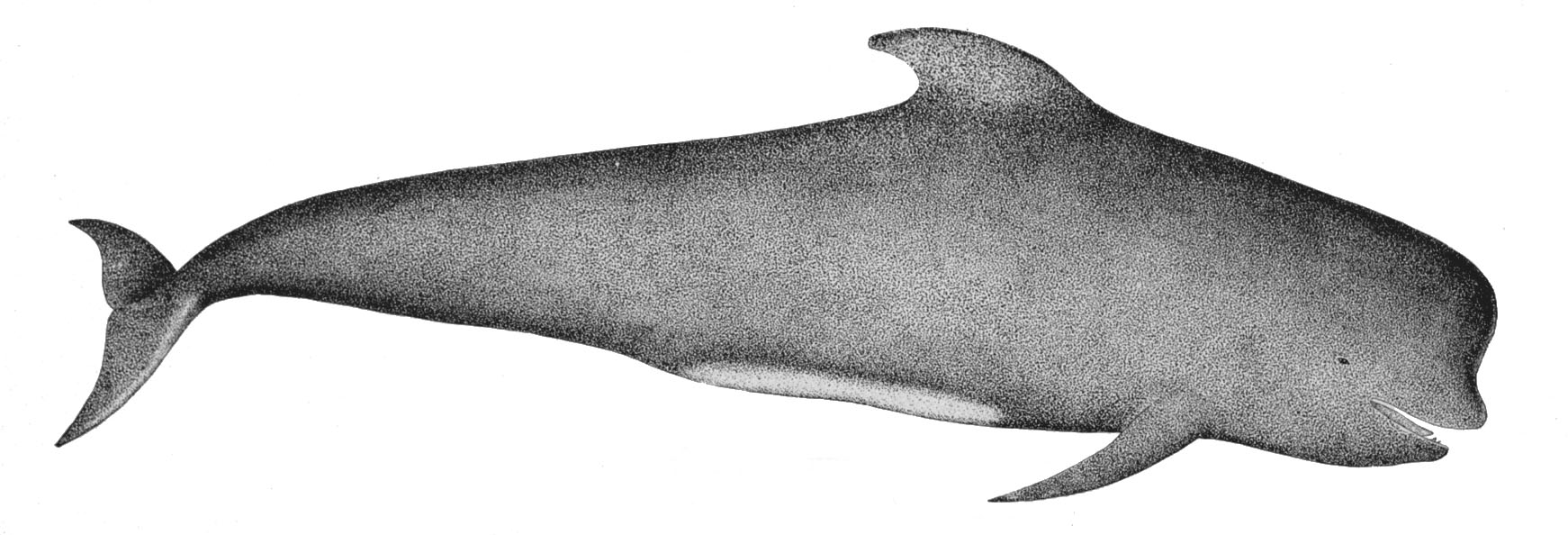
Ilustrace kulohlavce Sieboldova (19. století)

Diverzita mitochondriální DNA kulohlavců Sieboldových je nízká ve srovnání s jinými druhy kytovců s celosvětovým rozšířením. Studie z roku 2014 nalezla u karibské populace unikátní haplotyp. Kulohlavec Sieboldův se tradičně považuje za monotypický taxon, avšak japonští velrybáři i vědci již dlouhou dobu popisují dvě formy místních kulohlavců Sieboldových, a sice formu naisa z jižního Japonska s hlavou čtvercového tvaru, a větší formu šiho (v anglickém přepisu Shiho) ze severního Japonska se zakulacenou hlavou a bílou skvrnou na hřbetě. K popisu těchto forem došlo již v roce 1760 v japonském textu Geiši (Kronika velryb). Přítomnost dvou různých forem potvrdila i studie zvukových projevů kulohlavců z roku 2017, podle které se akustické projevy obou populací razantně liší. V roce 2019 byla publikována i genetická studie, podle které se v rámci kulohlavce Sieboldova vyskytují tři geneticky odlišné populace / typy: první typ je z Atlantiku, druhý typ je ze západního/středního Pacifiku a z Indického oceánu (v Japonsku znám jako naisa), a třetí typ obývá východní Pacifik a severní Japonsko (znám také jako šiho). Podle této studie první dva zmíněné typy utváří poddruh naisa, zatímco třetí typ utváří poddruh šiho. K vydělení těchto poddruhů došlo teprve před 17 500 lety v době posledního glaciálního maxima. Hranici mezi těmito poddruhy se nepodařilo identifikovat z důvodu nedostatečného množství vzorků. Návrh rozdělení do dvou poddruhů nebyl k roku 2025 přijat Společností pro mořskou mammalogii (Society for Marine Mammalogy).

## Popis

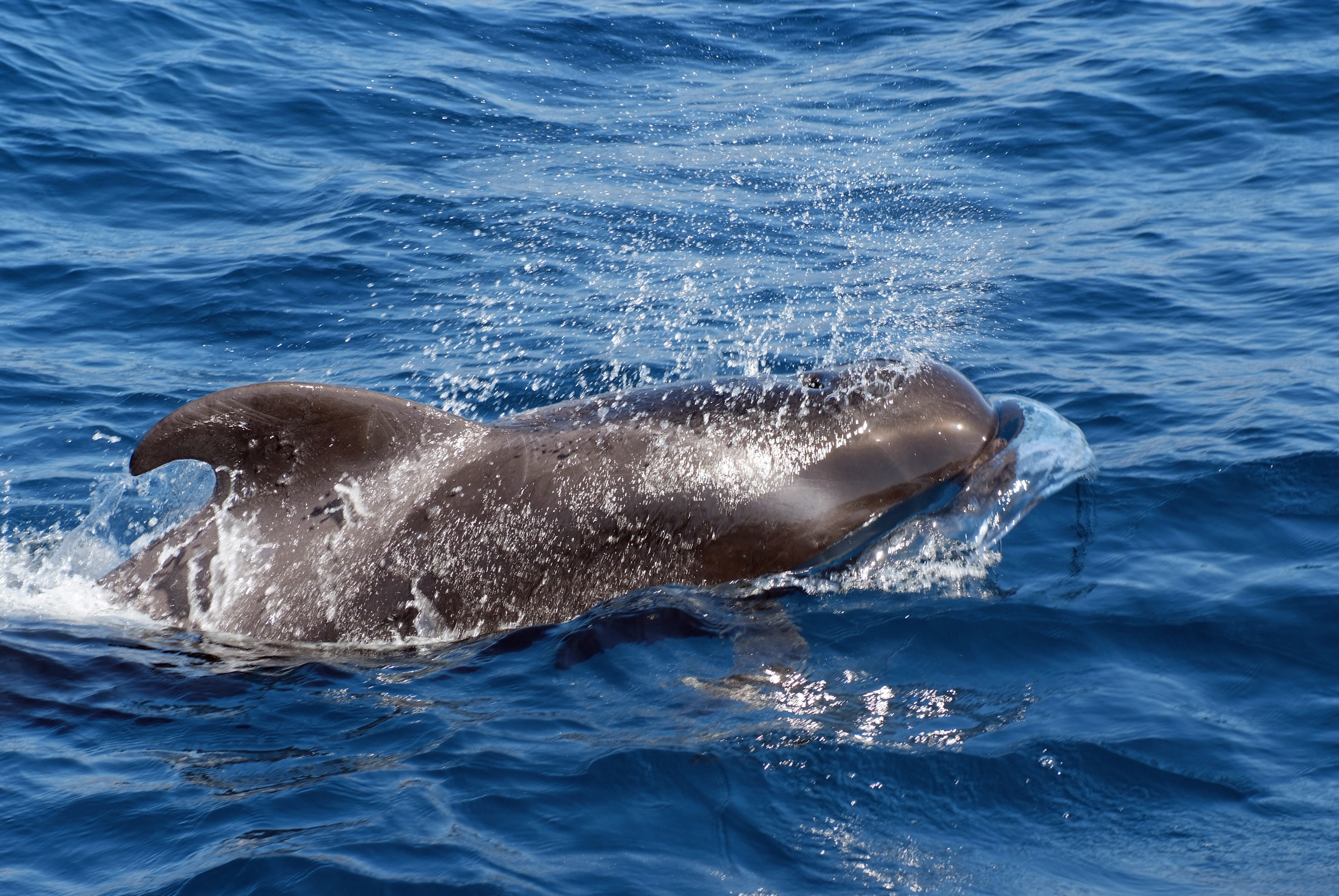
Kulohlavec Sieboldův

Jedná se o statného delfínovitého kytovce s dlouhým robustním tělem, podsaditou hlavou a soudkovitým melounem. Samice dosahují délek mezi 3,2–5,1 m, zatímco větší samci měří 4,2–7,3 m. Největší samci mohou dosahovat hmotnosti až 2700 kg. V literatuře se občas objevuje, že největší zvážený kulohlavec Sieboldův měl 3600 kg, nicméně taková hmotnost je velmi pravděpodobně výsledkem chybné identifikace druhu a patrně byl zvážen kulohlavec černý. Novorozeňata váží kolem 37 kg a měří 1,4 m. Koutky tlamy při jejím zavření směřují strmě vzhůru, což budí dojem, že se kulohlavec usmívá. Rypec je malý a nevýrazný. Tvar hlavy se může lišit podle populace, pohlaví a věku. Největší hlavu mívají starší samci, u kterých může být konec zarovnaný, což dává hlavě tvar čtverce. Naopak u nedospělých kulohlavců je hlava více zakulacená a tolik nevyčnívá. V krajním případě hlava (resp. meloun) zasahuje až 10 cm před rypec. Hřbetní ploutev je posazena dalece v přední části těla, zhruba v první třetině tělesné délky, což je relativně nejpřednější posazení hřbetní ploutve vzhledem k tělesné délce ze všech kytovců. Hřbetní ploutev je nízká a hákovitá, s velmi širokou bází a prodlouženou špičkou. Hřbetní ploutev se s věkem prodlužuje. Hrudní ploutve jsou úzké a mírně stočené, jejich délka představuje kolem 14–19 % tělesné délky. Ocas je velmi silný, ocasní křídla jsou zašpičatělá s výrazným středovým výřezem.

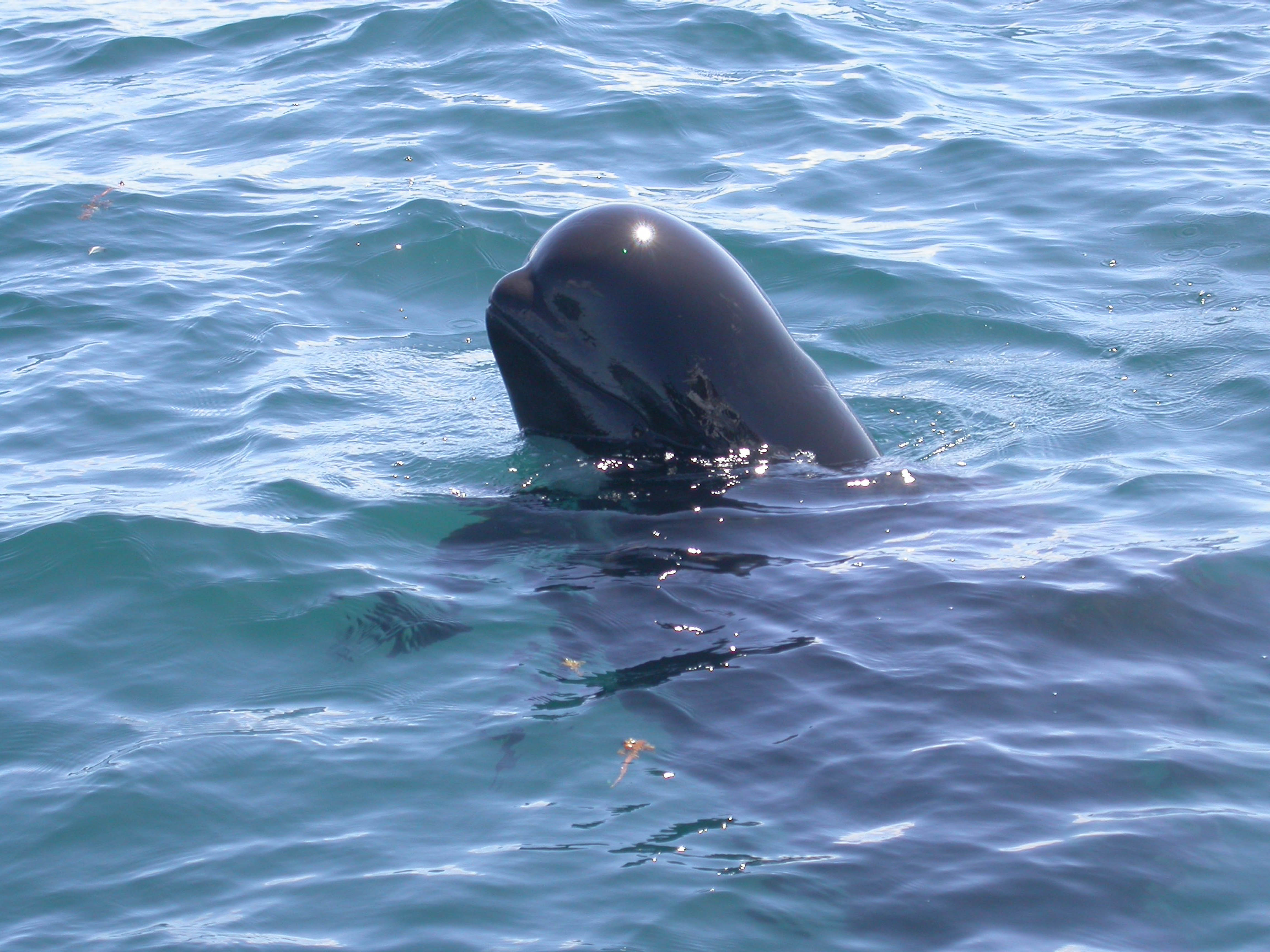
Detail hlavy

Barva těla je převážně černá či tmavě hnědošedá. Na hrudi se nachází světle šedá až bílá skvrna ve tvaru kotvy, která začíná za řitním otvorem na ocasu a jako podlouhlá linka se táhne na hruď, kde se rozdvojuje do tvaru kotvy. Od očí se směrem k šíji na každé straně táhne šedavá linka, připomínající vysoko umístěné obočí. Na hřbetu se někdy nachází světle šedá skvrna. Mláďata jsou o něco světlejší než dospělci. Výdechová fontána je vysoká kolem 1 metru.

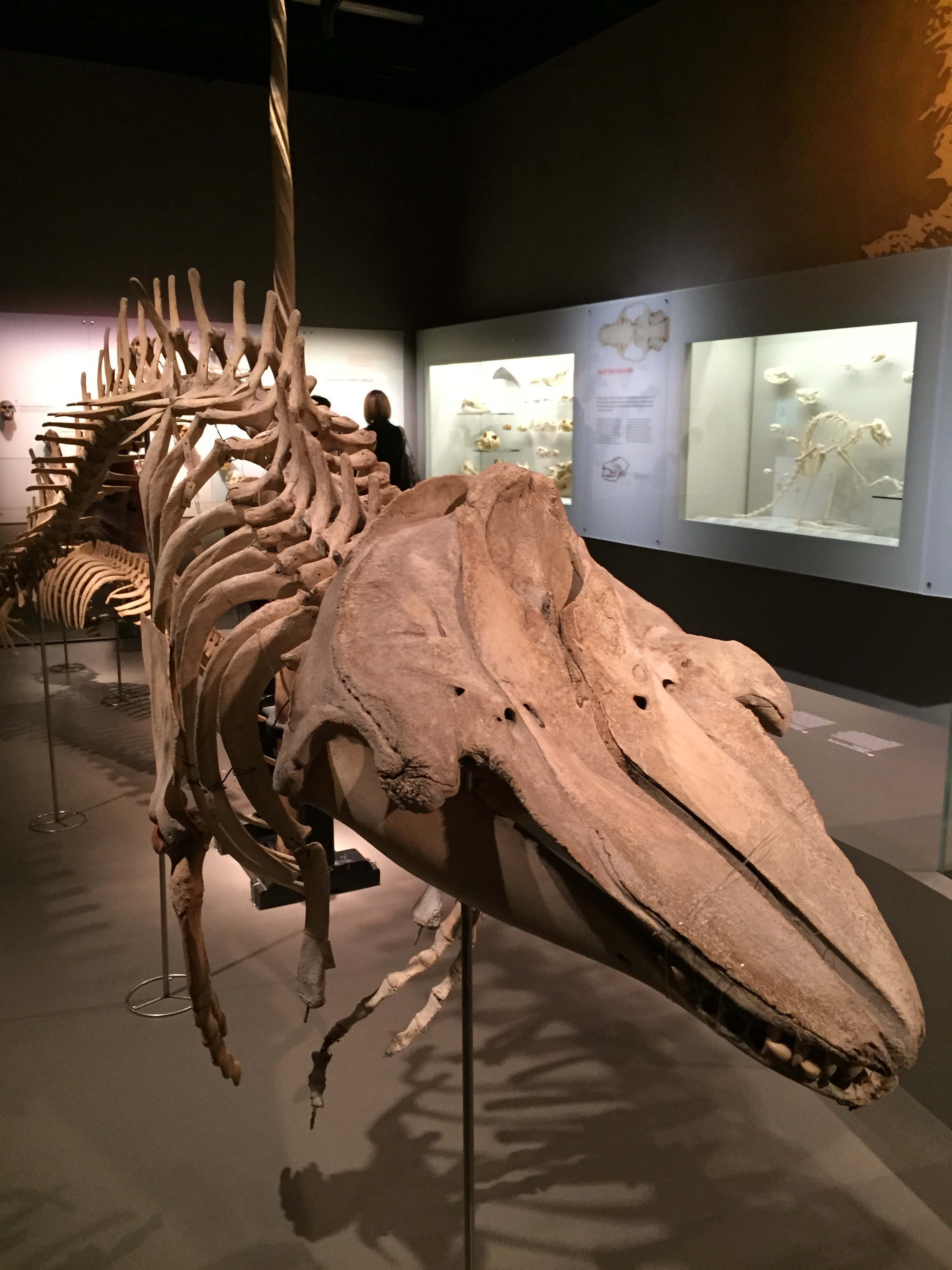
Kostra kulohlavce Sieboldova (Singapur)

Ve volné přírodě může být kulohlavec Sieboldův zaměněn především s kulohlavcem černým, se kterým se vyskytuje sympatricky na jihu Indického a Tichého oceánu, a v jižním a severním Atlantiku. V terénu je velmi těžké až nemožné oba druhy od sebe rozeznat. K rozdílným morfologickým znakům obou druhů patří hrudní ploutve, které jsou u kulohlavce Sieboldova kratší a více zakřivené než u kulohlavce černého. Lebka je u kulohlavce Sieboldova širší, a rozdílný je také tvar přední části horní čelisti, resp. premaxilly, která je u kulohlavce černého protažena podél bočních stran horní čelisti. Oba druhy mají různý počet zubů (16–26 v každé čelisti u kulohlavce černého, 14–18 v každé čelisti kulohlavce Sieboldova), nicméně počty zubů se do značné míry překrývají, takže k identifikaci může sloužit pouze v případě jejich nízkého nebo naopak vysokého počtu. V severozápadním Atlantiku může zkušený pozorovatel oba druhy od sebe oddělit pomocí zbarvení kůže. V této oblasti totiž bývá kulohlavec Sieboldův světlejší a jeho světlé hřbetní sedlo má rozmazané okraje, kdežto u kulohlavce černého je sedlo v některých případech absentní, a v ostatních případech jsou jeho okraje za hřbetní ploutví ostře odděleny od tmavé kůže. Kulohlavce Sieboldova lze v terénu zaměnit také s kosatkou černou, kterou lze odlišit mimo jiné podle kulatější hlavy, útlejšího těla a jemněji tvarované hřbetní ploutve, která je méně zakřivená a umístěna dále na hřbetě než u kulohlavce Sieboldova. Oproti fereze malé a elektře tmavé je kulohlavec Sieboldův mnohem větší.

## Výskyt

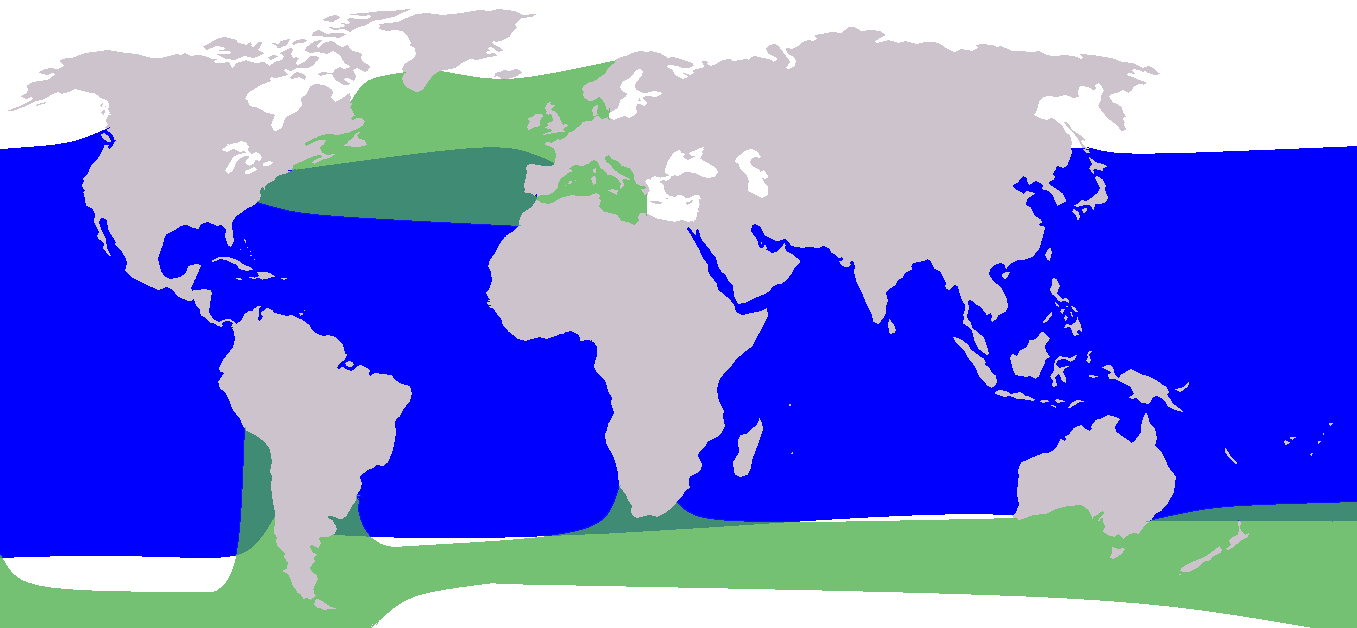
Areál rozšíření obou druhů kulohlavců:
pouze kulohlavec Sieboldův
pouze kulohlavec černý
oblast výskytu obou druhů

Kulohlavec Sieboldův je poměrně hojně a početně rozšířen napříč oceány tropického, subtropického i teplejších částí mírného pásu. Jižní hranice běžného výskytu se nachází kolem 40. rovnoběžky jižní šířky, což zhruba odpovídá jižní Africe, západní Austrálii, Tasmánii, Severnímu ostrovu Nového Zélandu, střednímu Chile a Uruguayi. Severní hranici utváří ve východním Atlantiku Biskajský záliv, kde se nicméně objevuje jen výjimečně, a v západním Atlantiku to je Nové Skotsko. Při západním pobřeží Severní Ameriky se vyskytuje severněji než při východním pobřeží, a sice až ke Grahamovu ostrovu. Na západě Tichého oceánu zaplouvá na sever až k Hokkaidó. U evropských břehů se nejčastěji vyskytuje u Azorů, Madeiry a Kanárů, výjimečněji až ve Francii a Walesu. Středozemní moře neobývá; nahrazuje ho tam kulohlavec černý. Areál rozšíření kulohlavce Sieboldova zasahuje i do jižní části Rudého moře. V 80. letech 20. století kulohlavci Sieboldovi vymizeli z vod Jižní Kalifornie, což bylo dáno do souvislosti s velmi silnými projevy fenoménu El Niño v letech 1982–1983, následkem čehož došlo k redukci olihně opalizující (Doryteuthis opalescens), předpokládané hlavní kořisti tamějších kulohlavců. K vymizení mohly nicméně přispět i interakce s rybářským náčiním, resp. vysoké počty nechtěných odchytů.

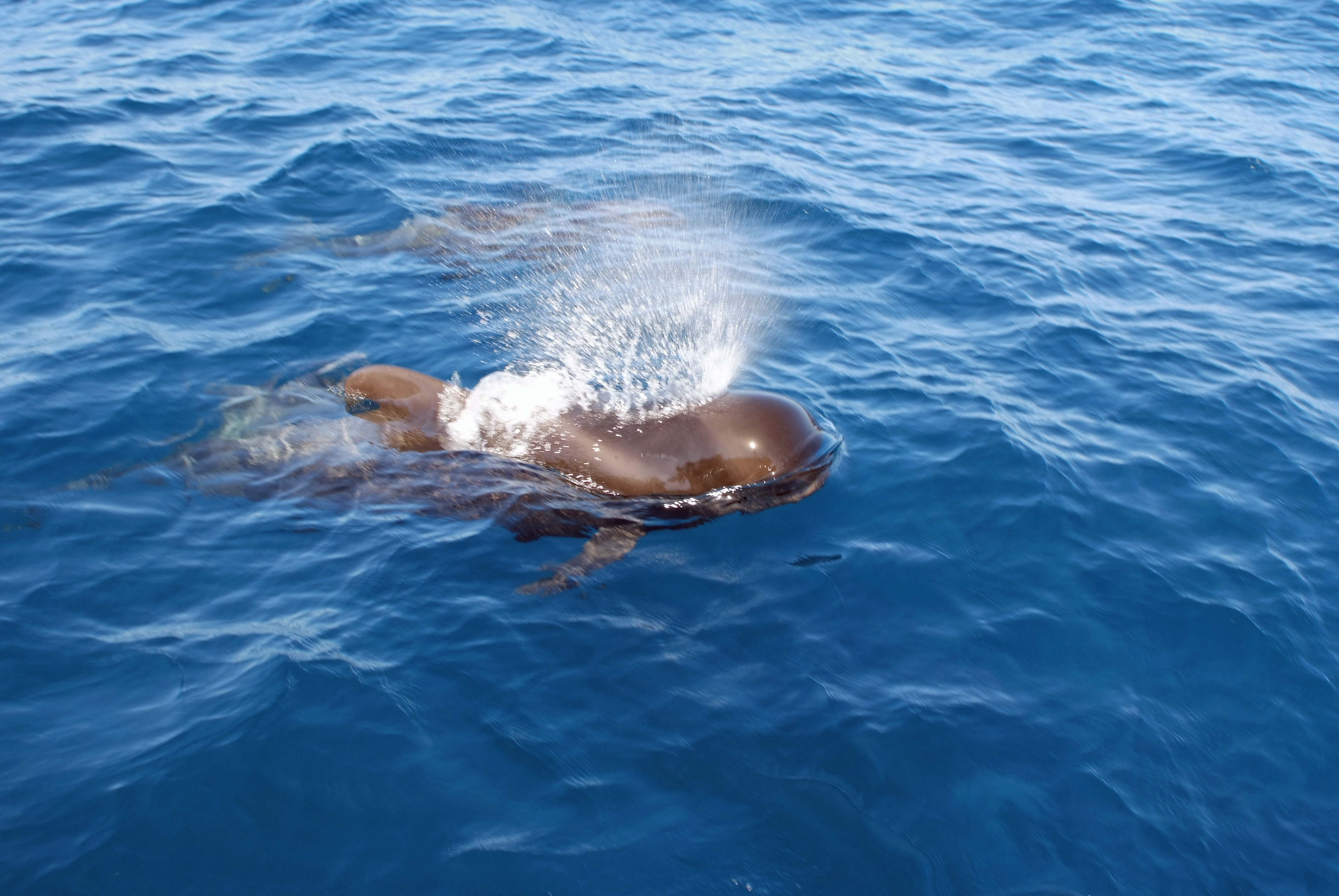
Výdechová fontána nedospělého kulohlavce

V některých oblastech jsou populace kulohlavců Sieboldových stálé (např. kolem hlavních Havajských ostrovů), jinde kulohlavci podnikají sezónní přesuny mezi pobřežními vodami a hlubšími vodami volného moře, zaznamenány byly i poměrně daleké migrační cesty. Studie rezidentní (tzn. lokální, nemigrující) populace kulohlavců Sieboldových z Madeiry navíc ukázala značnou flexibilitu pohybu. Pět jedinců z madeirské rezidentní populace totiž vykonalo během několika týdnů asi 2000 km dlouhou plavbu na Azory a zpět. Takto dlouhá plavba je u rezidentní populace delfínovitých druhů značně nezvyklá a zdokumentována byla pouze u kosatky dravé. Přesun skupinky kulohlavců Sieboldových na Azory patrně souvisel s krmením nebo rozmnožováním. Podobné přesuny byly vysledovány i mezi Kanárskými ostrovy a Madeirou. U samice vypuštěné do volné přírody po uváznutí na mělčině v Mexickém zálivu byla zaznamenána daleká cesta, během níž sledovaná samice ke svému pohybu velmi často využívala Golfský proud. Sledovaná samice během 32 dnů uplavala 4152 km a v průměru tak urazila 130 km denně.
Kulohlavec Sieboldův se nejčastěji vyskytuje ve vodách o hloubkách mezi 1000–2500 m. V oblibě má hlavně oblasti kontinentálních zlomů a svahů a místa s bohatou topografií dna. Preferuje lokality dále od břehu, avšak v místech s dostatečnou hloubkou může pobývat i blízko pobřeží (Madeira, Azory, Kanáry, Havaj aj.). Celková početnost druhu není známá. K dispozici jsou pouze odhady početnosti pro některé lokální populace, jejichž součet dosahuje počtu 700 000 kulohlavců Sieboldových. Vzhledem k tomu, že pro velkou řadu lokalit nejsou dostupné odhady početnosti, bude velikost globální populace mnohem vyšší.

## Biologie a chování

### Chování

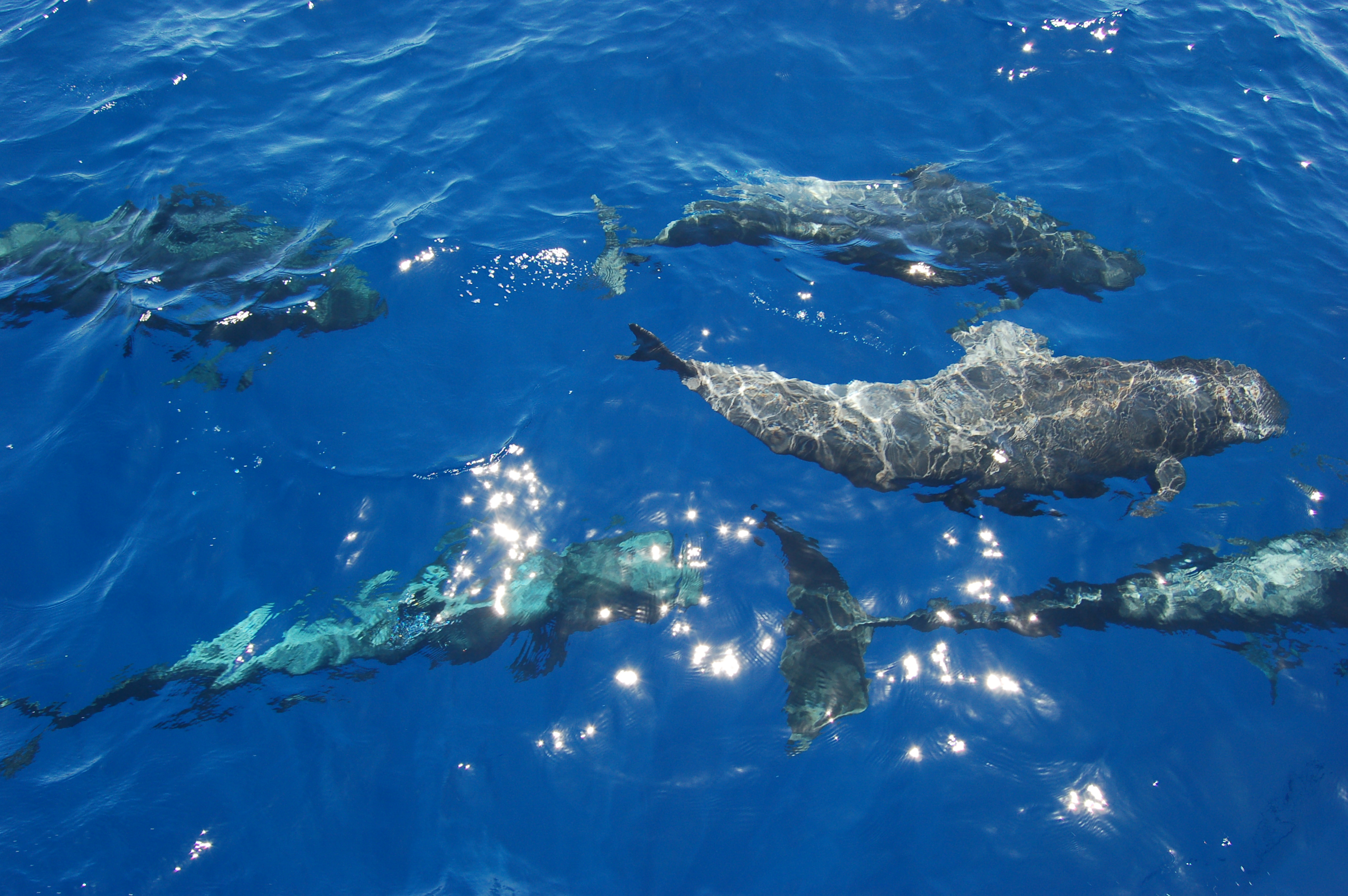
Stádo u Tenerife

Jedná se o velmi sociální zvíře, které žije v menších stádech o přibližně 15 až 50 jedincích různého pohlaví a věku. Občas byly pozorovány i skupiny o stovkách jedinců, avšak v těchto případech se pravděpodobně jedná o dočasná sdružení, jejichž účelem je snad socializace, páření nebo společné krmení. Záznamy osamocených jedinců jsou výjimečné. Typické stádo zahrnuje několik pohlavně dospělých samců a několikanásobně větší množství pohlavně dospělých samic. Zatímco samci většinou opouštějí své natální stádo (tzn. stádo, ve kterém se narodili), samice v něm typicky zůstávají. Stáda kulohlavců jsou stálá s pevnými, komplexními sociálními vazbami úzce příbuzných jedinců. Stáda bývají popisována jako matrilineární, tzn. v jejich základu stojí vůdčí samice. Matrilineární stáda s pevnými sociálními vazbami jsou typická i pro kosatky dravé. Občas se vyskytují i stáda zahrnující pouze samce.

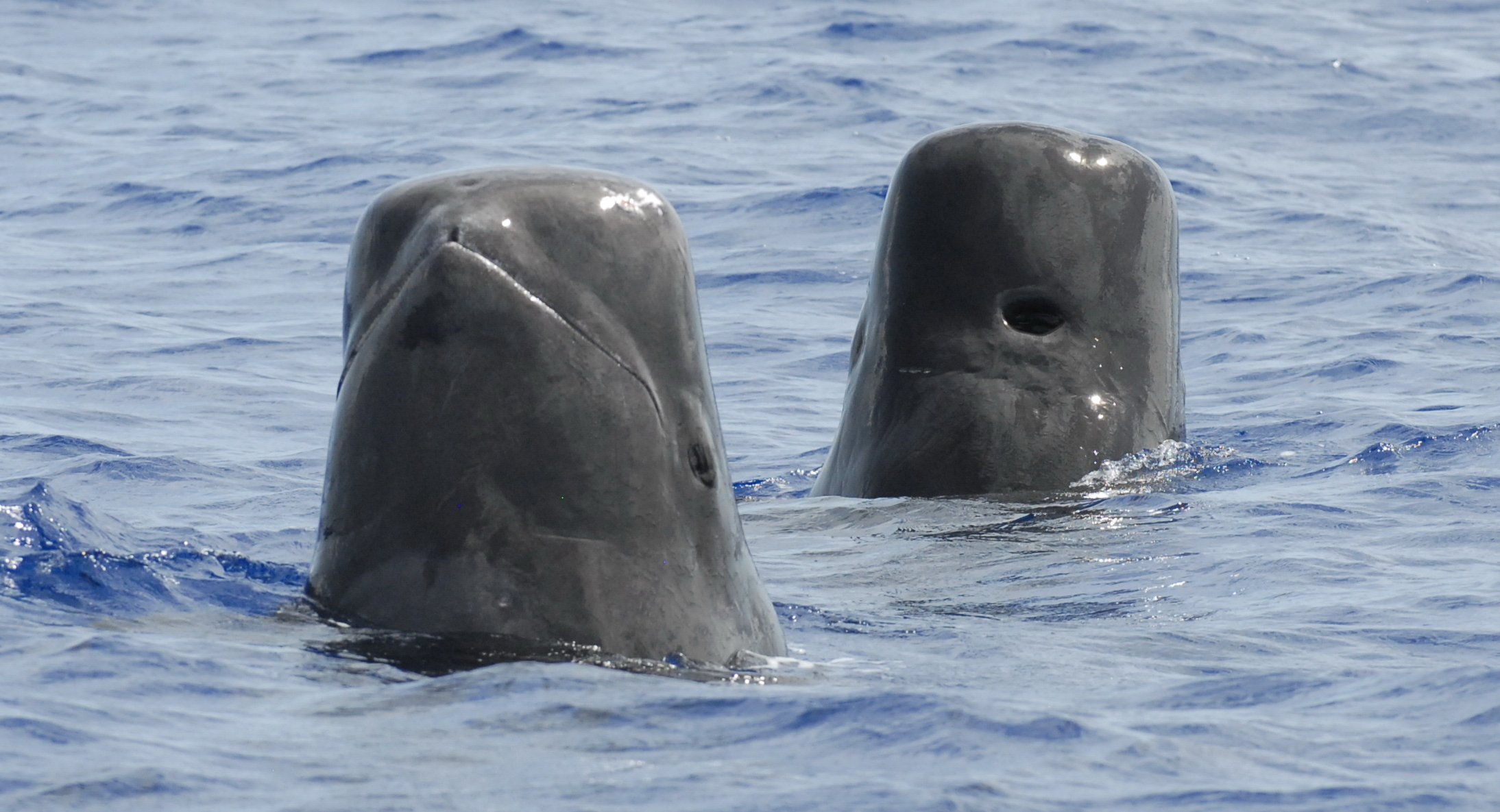
Pár kulohlavců Sieboldových vykukujících z vody (Guam)

Přítomnost kulohlavců Sieboldových je spojována s velkým množstvím jiných kytovců, k nimž patří keporkak, vorvaň, vorvaňovec zobatý, fereza malá, kosatka černá, elektra malá nebo delfín pobřežní, drsnozubý a skákavý. Kulohlavec Sieboldův se někdy může chovat agresivně k ostatním druhům kytovců, avšak v případě některých menších druhů kytovců, jako je elektra malá, jsou elektry agresivní vůči kulohlavcům Sieboldovým. Žralok dlouhoploutvý občas následuje kulohlavce Sieboldovy a krmí se na zbytcích jejich potravy či na ně spoléhá při nalezení potravy v hlubinách moře. V některých oblastech je kulohlavec Sieboldův spojován s tuňáky, což patrně souvisí s krmením na stejném typu potravy.
K lodím se chová lhostejně a nechá je příležitostně přiblížit v případě, že se loď pohybuje pouze pomalu. Ve vlnách za loděmi neplave. Nad hladinu vyskakuje zřídka, nicméně stále častěji než kulohlavec černý. Občas může ve vertikální pozici zvědavě vykukovat z vody nebo nad hladinu vystrkovat svůj ocas, se kterým pleská o mořskou hladinu.

### Potrava a potápění

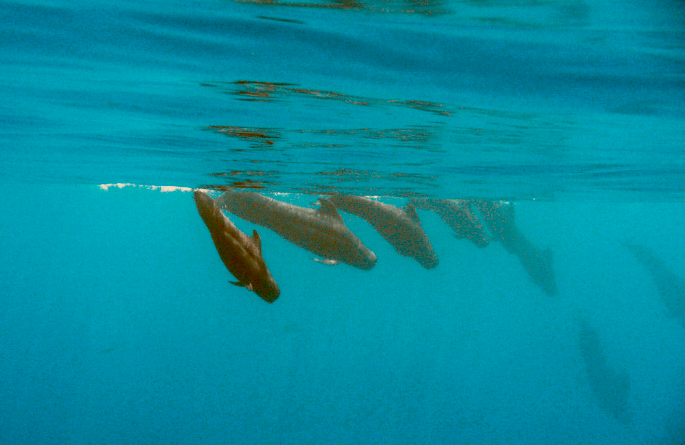
Stádo kulohlavců Sieboldových u Malediv

Živí se převážně desetiramenatci, občas může sežrat i rybu. Během shánění potravy se stádo kulohlavců často seřadí do dlouhé řady, ve které bok po boku nahánějí potravu. Tato řada může být dlouhá až kolem 4 km. U Kanárských ostrovů měli dva zemřelí kulohlavci Sieboldovi v žaludcích pouze hlavonožce, nejčastěji z čeledí Cranchiidae, méně z čeledí Cycloteuthidae a Ommastrephidae. U břehů Severní Karolíny kulohlavci Sieboldovi nejčastěji požírali krakatice z řádu Oegopsida, konkrétně druhy Brachioteuthis riisei, Taonius pavo a Histioteuthis reversa. Podstatnou část jídelníčku tamějších kulohlavců představovala i mořatka velkošupinatka hlubinná (Scopelogadus beanii). V žaludku nedospělého, 213 cm dlouhého jedince z Kanárských ostrovů byly vedle mateřského mléka nalezeny zbytky krakatic z řádu Oegopsida, hlavně z čeledí Enoploteuthidae, Ommastrephidae a Histioteuthidae. Z Indonésie pochází záznam kulohlavce Sieboldova, který ulovil metr dlouhou pamakrelu olejnatou (Ruvettus pretiosus).

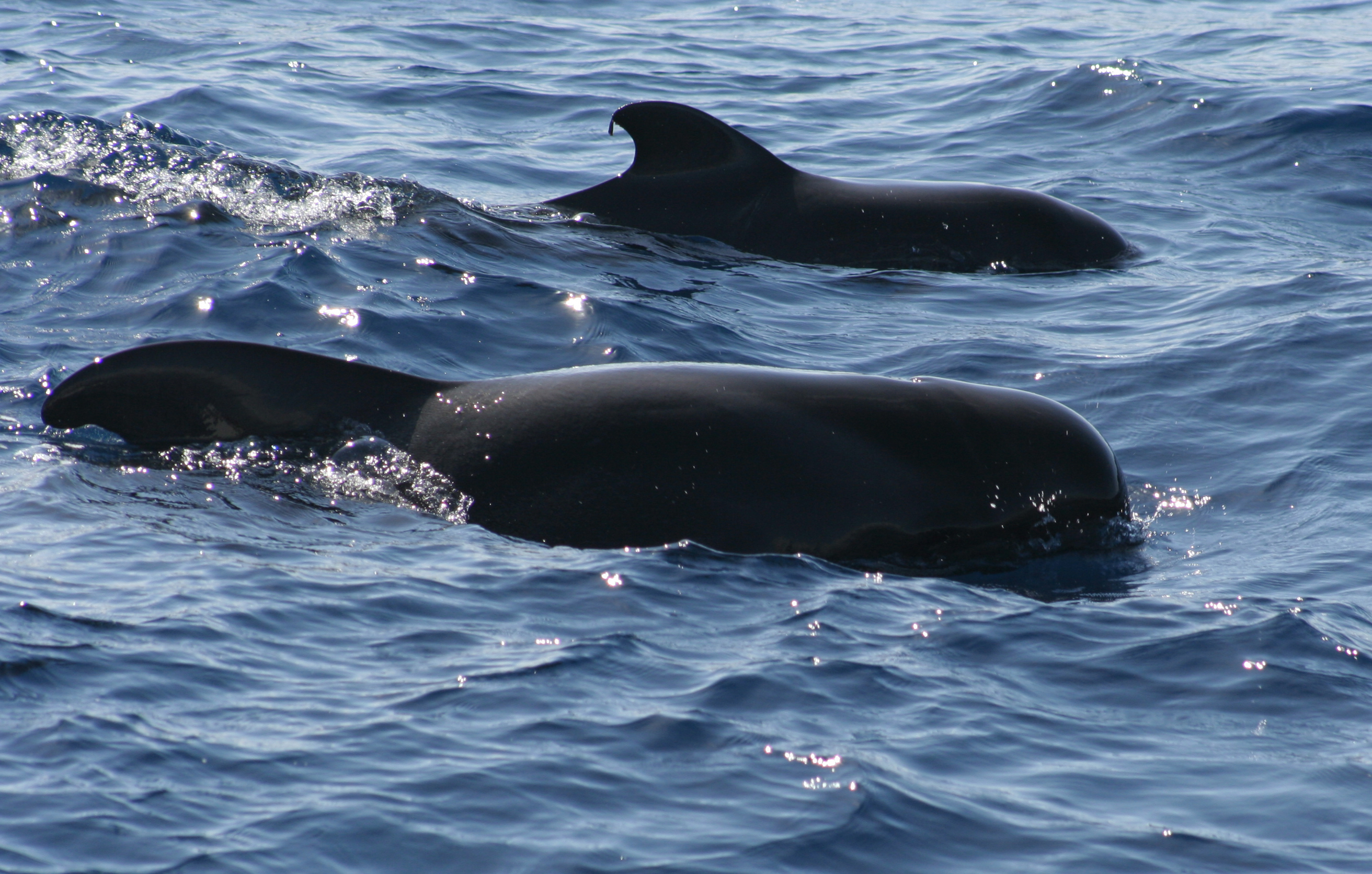
Dvojice kulohlavců Sieboldových u Tenerife

Pro potravu se typicky potápí do několika set metrů na dobu kolem 10 minut. Délka i hloubka ponorů se liší podle věku a pohlaví. Samice u floridských břehů se potápěla do hloubky o průměru 243 m (± 136 m; maximálně 712 m) na průměrnou dobu asi 7:54 (± asi 2:12; maximálně 16 min). Na Marianách byla průměrná hloubka mělkých ponorů 56 m, středně hlubokých ponorů 231 m a hlubokých ponorů 673 m. Nejhlubší ponor byl 1168 m. U Tenerife byl zaznamenán ponor o hloubce 1018 m, a nejdelší ponor měl 21 minut. U Havajských ostrovů se kulohlavci Sieboldovi potápěli během dne do maximální hloubky 600–800 m, v noci do 300–500 m, nicméně v noci podnikali 3,6× více hlubokých ponorů  (> 100 m) než ve dne. Nejdelší ponor měl 27 minut.
Do velkých hloubek kulohlavci Sieboldovi sestupují velmi rychle – dosahují rychlosti plavání kolem 4–9 m/s, což je spojováno s následováním početně nebo objemově velké kořisti, jako je krakatice obrovská (Architeuthis dux). Ponory během dne bývají oproti nočním ponorům hlubší s menším počtem bzučivých zvuků (ty jsou spojovány s echolokací a tedy hledáním kořisti). Během dne tráví většinu času u mořské hladiny. Na Madeiře kulohlavci Sieboldovi trávili u hladiny 76 % dne, na Havaji  83 % a na Marianách 67 % denní doby.

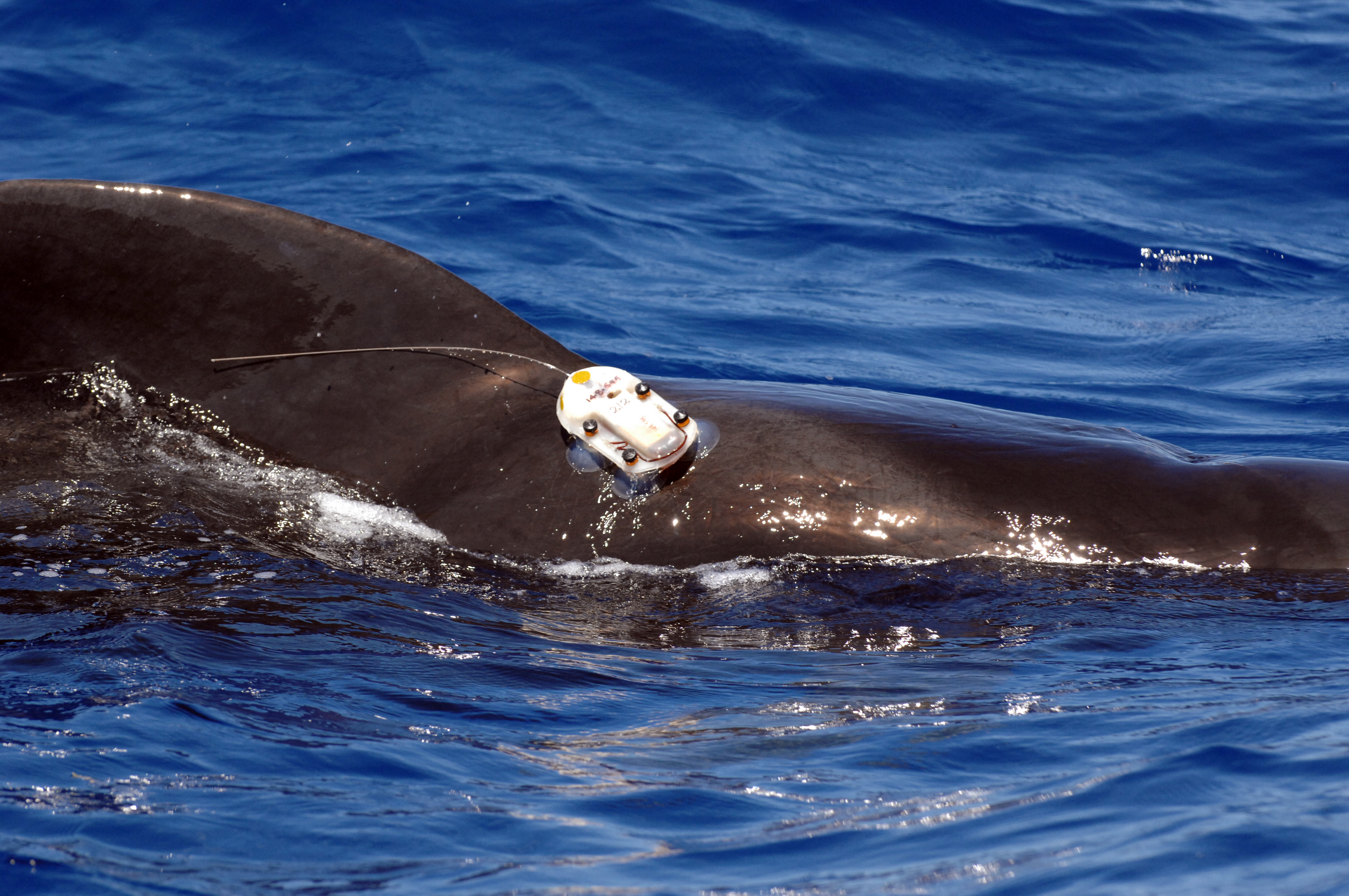
Nahrávací zařízení zvukových projevů umístěné na kulohlavci Sieboldovu (fotografie z Havaje)

### Vokalizace
Vokální projevy druhu jsou bohaté a zahrnují různé typy klikání, pískání, skřípání a bzučení, které jsou spojovány se sociální komunikací i hledáním kořisti. Čím je kulohlavec aktivnější, tím komplexnější zvuky vydává. V klidovém stavu bývá tichý, nebo se omezuje na jednoduché zvukové projevy. Průměrná frekvence vydávaných zvuků je kolem 7,9 kHz, což je vyšší frekvence než u kulohlavce černého. Studie z Baham identifikovala kolem 173 různých typů volání, které byly definovány jako typ stejného zvuku vydávaný více než jednou. Při hledání potravy využívá schopnost echolokace. Echolokační zvuky zahrnují dlouhé série klikání, přerušované krátkými pauzami a bzučením.

### Rozmnožování

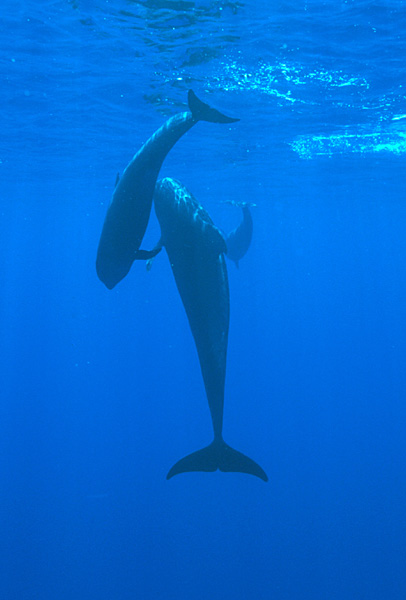
Samice s mládětem (Havaj)

Kulohlavec Sieboldův je polygynandrický druh, což znamená, že samec i samice se páří s více partnery. Pohlavní dospělost nastává u samic ve věku 8–9 let, u samců až mezi 13. a 17. rokem. K vrcholu samičí reprodukční aktivity dochází kolem věku 40 let, avšak samice může nadále kojit jiná mláďata ze svého stáda až do věku kolem 55 let. K zabřeznutí dochází pouze jednou za 3–5 let, u starších samic jen asi jednou za 8 let. Jedna samice vrhne za život pouze 4–5 potomků. Doba březosti trvá kolem 15 měsíců, po nichž samice vrhá vždy jen jedno mládě. Na jižní polokouli dochází k vrhům nejčastěji na jaře a na podzim, na severní polokouli na podzim a v zimě. Délka laktace trvá kolem 2–3 let, avšak starší samice mohou mladší příslušníky stáda příležitostně kojit až do věku 7 let u samic a 15 let u samců. Mláďata začínají přijímat tuhou stravu kolem věku 6 měsíců. Samice se dožívají až 63 let, samci až 46 let. Není jasné, proč samci umírají dříve.
V místech sympatrie kulohlavců se oba druhy mezi sebou mohou příležitostně křížit. Výskyt kulohlavce Sieboldova je primárně vázán na teplejší moře, takže s pokračujícím oteplováním moří se dá předpokládat, že jeho areál výskytu se bude rozšiřovat do vyšších zeměpisných šířek, kde bude docházet k častějšímu styku s kulohlavcem černým. Očekává se tak, že v budoucnu bude výskyt kříženců obou druhů vyšší. Občas byli pozorováni dospělci, jak na svých hřbetech nadnášejí mrtvé mládě; patrně se jednalo o mladší matky, které se zdráhaly přijmout smrt svého potomka. Podobné chování je známo i u jiných druhů mořských savců.

### Uváznutí na mělčině

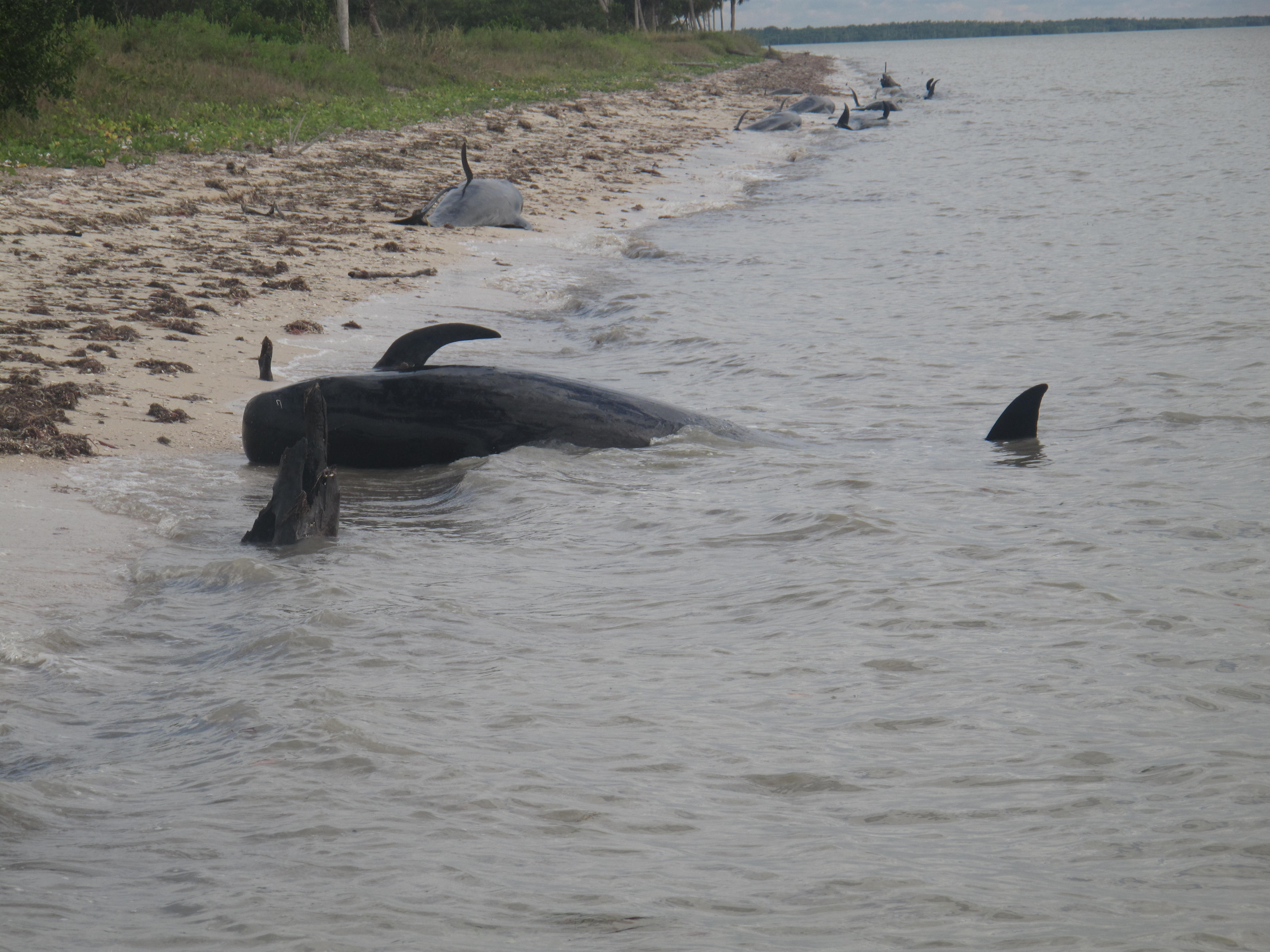
Kulohlavci Sieboldovi uvázlí na mělčině (Florida)

Kulohlavec Sieboldův patří mezi nejčastější druhy kytovců, u nichž dochází k hromadným uváznutím na mělčině. Hromadná uváznutí patrně souvisí s jeho silnými sociálními vazbami. K lokalitám masivních uváznutí patří například Karibik, východní pobřeží Spojených států, Indie nebo Šrí Lanka. Na evropském území dochází k hromadným uváznutím zřídka. Některá hromadná uváznutí mohou zahrnovat i více než 100 jedinců. V Severní Karolíně bylo zdokumentováno masivní uváznutí hned několika druhů kytovců najednou, a sice 33 kulohlavců Sieboldových, plejtváka malého a dvou kogií Owenových. Toto uváznutí bylo dáno do souvislosti s vojenským cvičením námořnictva, během kterého byly použity dalekonosné sonary středních frekvencí. Není zcela zřejmé, proč k uváznutím kulohlavců dochází, avšak patrně se bude jednat o různé faktory, jako je nemoc, nadměrný hluk v moři, parazité, zranění či extrémní počasí, které vedou k dezorientaci vůdce stáda, jenž navede na mělčinu i zbytek stáda. V Brazílii bylo uváznutí kulohlavců Sieboldových spojeno s nakažením morbillivirem (Morbillivirus). Jakmile dojde k uváznutí, kulohlavci Sieboldovi většinou umírají, protože se v mělkých vodách jen špatně orientují a nemohou bez pomoci odeplout.

### Predátoři a parazité

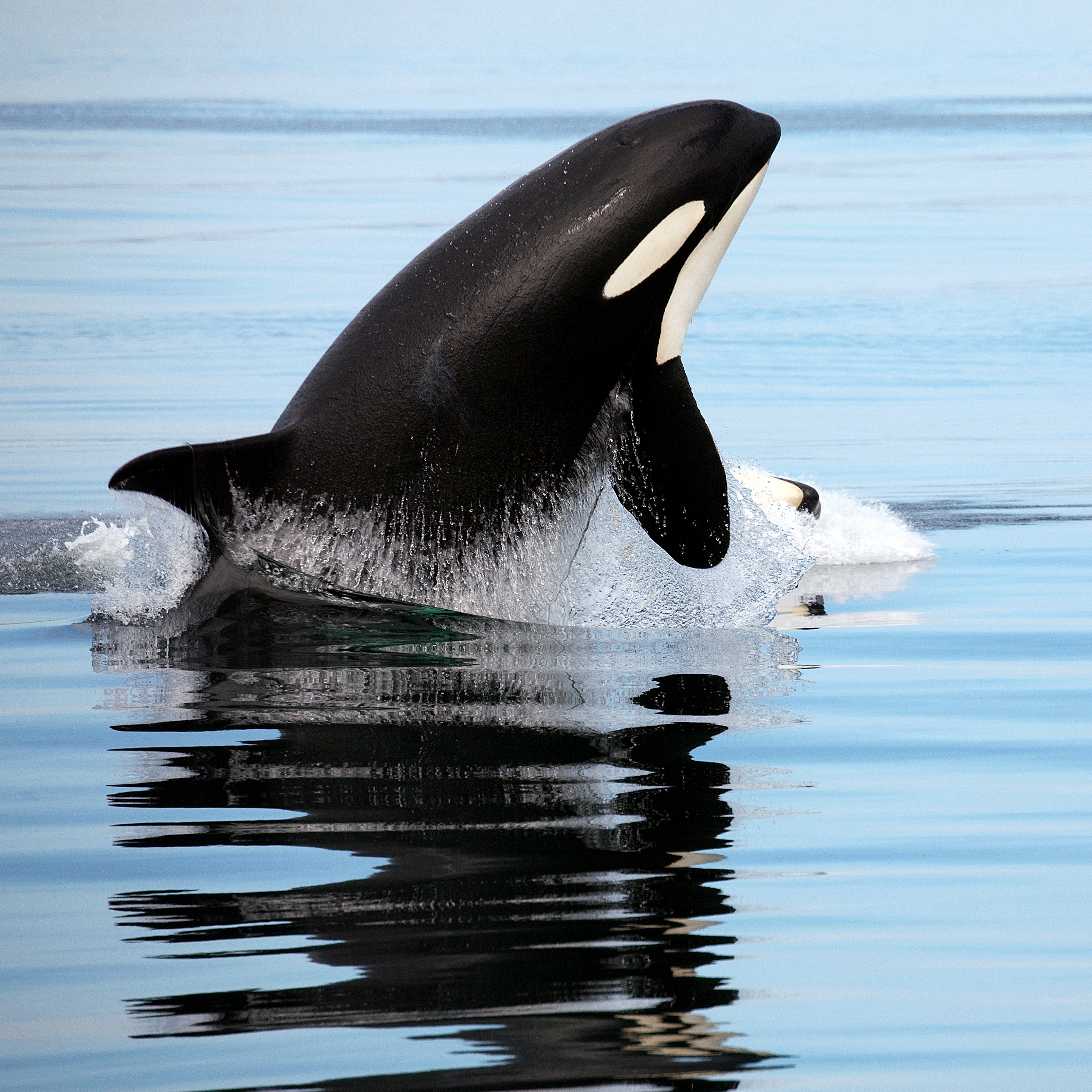
Kosatka dravá, příležitostný predátor kulohlavců Sieboldových

K predátorům patří hlavně kosatka dravá. Stádo kulohlavců Sieboldových se nicméně útokům kosatek dokáže nejen účinně bránit, ale občas může kosatky dokonce mobbovat. Kulohlavce Sieboldovy patrně občas mohou ulovit i velké druhy žraloků. Kulohlavci Sieboldovi mívají na tělech jen malé množství jizev, což patrně svědčí o nízkém počtu útoků predátorů.
Kulohlavec Sieboldův je hostitelem mnoha vnitřních i vnějších parazitů, avšak ve srovnání s jinými druhy kytovců je množství jeho parazitů poměrně malé, což je patrně důsledkem jejich pobytu v hlubokých vodách, což snižuje šance na šíření a přenos parazitů z pevniny. Ke zjištěným vnitřním parazitům patří vrtejši (Bolbosoma capitatum) nebo ve střevech parazitující tasemnice (Anophryocephala sp., Phyllobothrium sp., Monorygma sp., Diphyllobothrium gondo, Trigonocotyle lintoni, Plicobothrium globicephalae). Tasemnice Plicobothrium globicephalae přitom napadá takřka výhradně kulohlavce (Globicephala sp.).

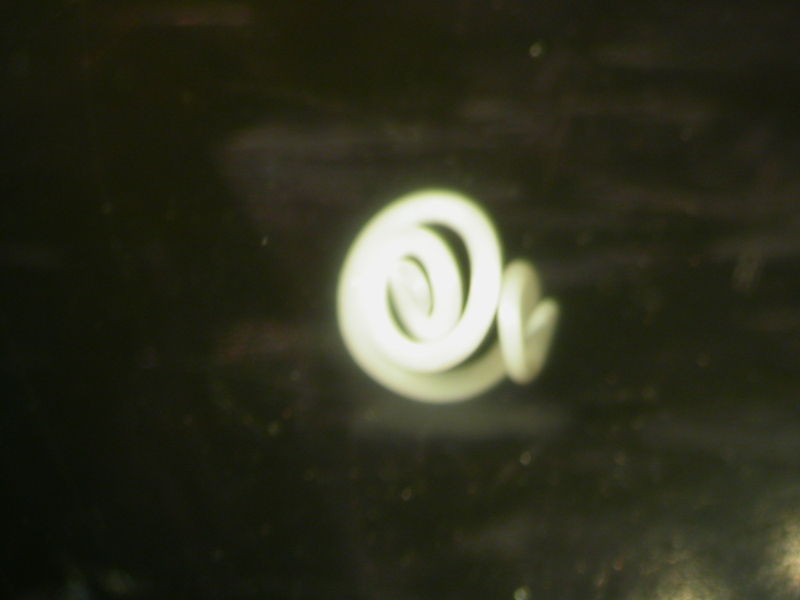
Hlístice rodu Anisakis

V žaludku a střevech se často vyskytují hlístice jako Anisakis sp., Crassicauda sp., Pharurus convolutus, Stenurus globicephalus a S. minor. Motolice (Braunina sp., Campula gondo, Fasciola skrjabini, Lecithodesmus nipponicus, Nasitrema globicephalae, N. gondo a N. lanceolata) mohou parazitovat v různých částech těla, jako je slinivka břišní nebo nosní dutiny. Vnitřní parazité v malém množství nemusí způsobovat infikovanému jedinci žádné problémy, avšak ve větším množství vyvolávají různé zdravotní komplikace, které mohou skončit i smrtí.
Z vnějších parazitů lze zmínit svijonožce a různonožce, kteří nezpůsobují kulohlavcům Sieboldovým vážnější potíže. Svijonožec Xenobalanus globicipitus bývá přichycen na okraji ploutví. Různonožec Isocyamus delphini se zase často vyskytuje na ploutvích, v oblasti genitálií a někdy i na dalších částech těla. Štítovcovití (Echeneidae) se u kulohlavců Sieboldových ve srovnání s ostatními delfínovitými neobjevují příliš často, což může souviset s odlišnými vlastnostmi jejich kůže nebo rychlým plaváním ve velkých hloubkách, při němž štítovci odpadnou.

## Vztah k lidem

### Ohrožení

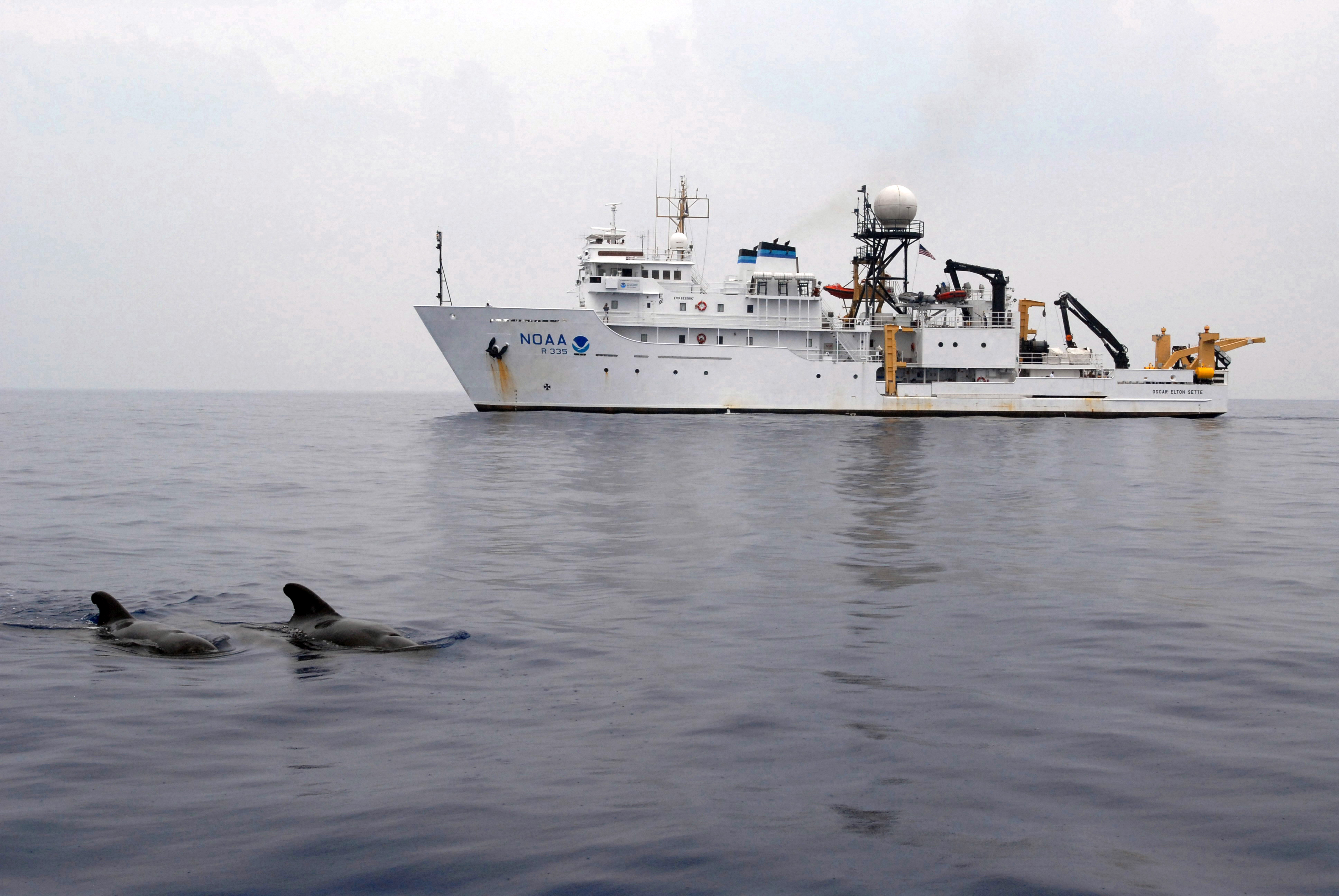
Dvojice kulohlavců Sieboldových na Havaji

Mezinárodní svaz ochrany přírody (IUCN) ve své zprávě o vyhodnocení stavu populace z roku 2018 pokládal druh za málo dotčený. Ve svých předchozích zprávách z let 2008 a 2011 však druh nevyhodnocoval pro nedostatek dat. Údaje o globální početnosti sice nejsou k dispozici, takže nelze vyhodnocovat ani globální populační trend, avšak není známa žádná významná hrozba, která by populaci ohrožovala. Známo je nicméně mnoho místních hrozeb. Stejně jako ostatní kytovci jsou i kulohlavci Sieboldovi ovlivněni zvukovým znečištěním oceánů. Není nicméně známo, do jaké míry  zvukové znečištění kulohlavce Sieboldovy ovlivňuje, avšak hned několik masivních uváznutí bylo spojeno s nadměrným hlukem produkovaným námořními nebo seismickými sonary.

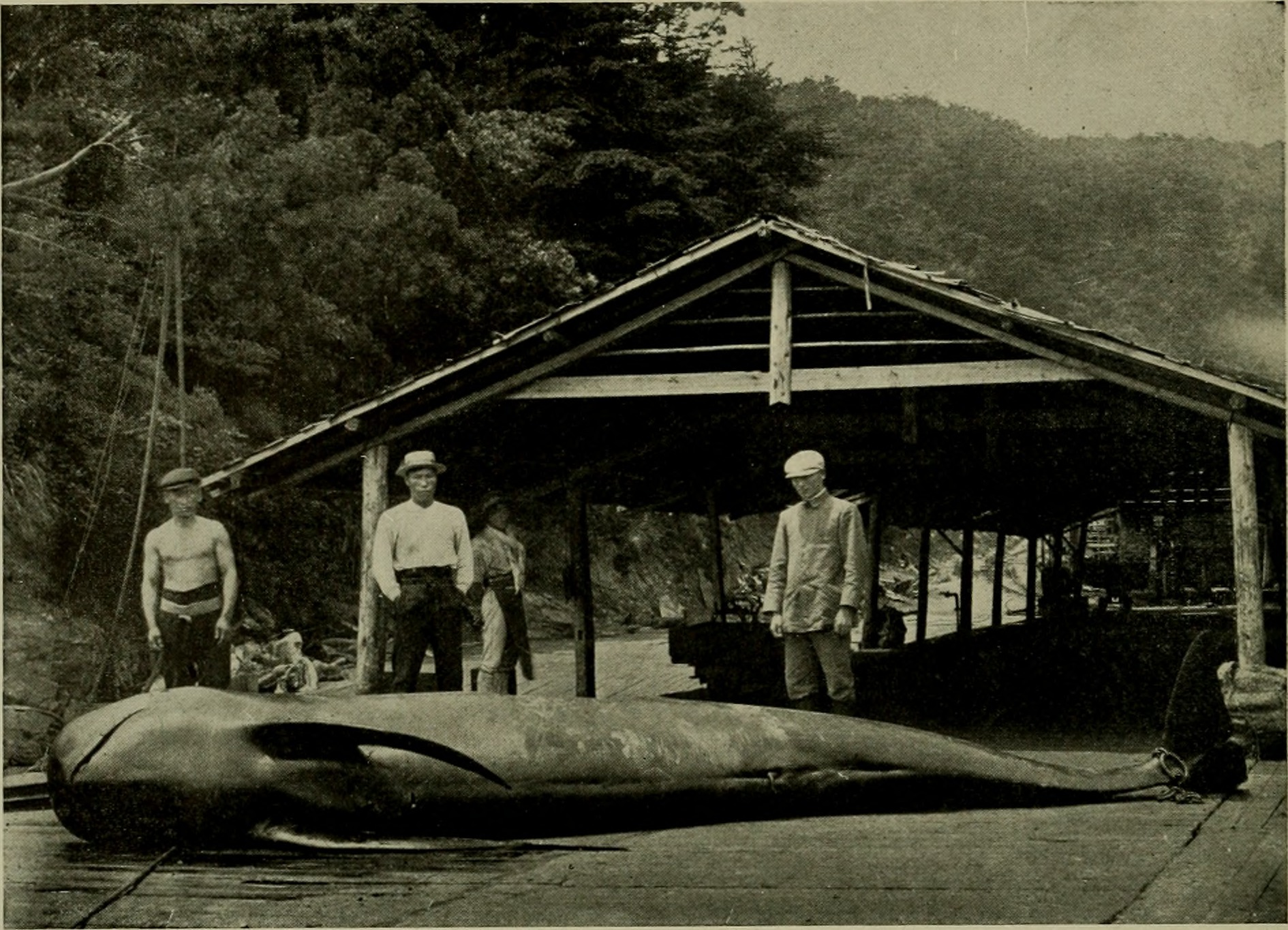
Kulohlavec Sieboldův na historickém snímku z roku 1914 (Severní Amerika)

Podobně jako u dalších mořských savců, i u kulohlavců Sieboldových dochází v tělech k hromadění těžkých kovů (rtuť, kadmium aj.), polychlorovaných bifenylů (PCB) i chlorovaných pesticidů (DDT, DDE, dieldrin aj.). Nadměrné množství těchto látek v těle již bylo spojeno s uváznutím kulohlavců Sieboldových na mělčině. K úmrtím kulohlavců Sieboldových dochází během kontaktů s komerčními rybáři a jejich náčiním, zejména dlouhými lovnými šňůrami (např. u Havajských ostrovů) a unášenými tenatovými sítěmi (Kalifornie). Globální oteplování bude mít pokračující vliv na distribuci potravy a není jasné, jak se tomu kulohlavci Sieboldovi přizpůsobí. Oteplování moří nicméně patrně pozitivně ovlivní možnosti expanze druhu do vyšších zeměpisných šířek, kde bude docházet ke kompetici a křížení s kulohlavcem černým. Je možné, že areál výskytu kulohlavce černého se také posune dále na sever. Hrozbu představují i srážky s menšími loděmi, jak dokládají jizvy na hřbetech u populací z Kanárských či Havajských ostrovů.

### Lov
V Japonsku dochází k lovu kulohlavců Sieboldových na maso již po celá staletí. Mezi lety 1972–2009 bylo japonskými rybáři každoročně odloveno kolem 100–500 kulohlavců Sieboldových. Ve většině případů se jednalo o odlov jižní formy (tzv. poddruhu naisa) rybáři z vesnice Taidži v prefektuře Wakajama na ostrově Honšú. Kulohlavce loví harpunami nebo je navádějí na mělčinu s pomocí motorových člunů. Velrybáři často využívají pevných sociálních vazeb kulohlavců, které způsobují, že stádo zůstává pohromadě. Stačí jim tedy nahnat na mělčinu s pomocí hluku a házení kamenů do moře vůdčí jedince stáda, a jakmile ho na mělčině zabijí, ostatní příslušníci stáda již jen nehybně vyčkávají v blízkosti usmrceného vůdce. Od 80. let 20. století však dochází v Japonsku k postupnému útlumu lovu kulohlavců v důsledku jejich velmi nízkých stavů.
K tradičnímu lovu kulohlavců Sieboldových docházelo i v Karibiku a na Visajských ostrovech (Filipíny). V Karibiku lov sporadicky dále pokračuje, avšak na Visajských ostrovech již patrně ustal po roce 1992, kdy byl lov kytovců postaven mimo zákon. Obyvatelé dvou indonéských vesnic, Lamalera a Lamakera, podnikají lovné výpravy za kytovci již od 17. století. Vedle vorvaňů loví i kulohlavce Sieboldovy, s čímž pokračují dodnes.

### Ochrana

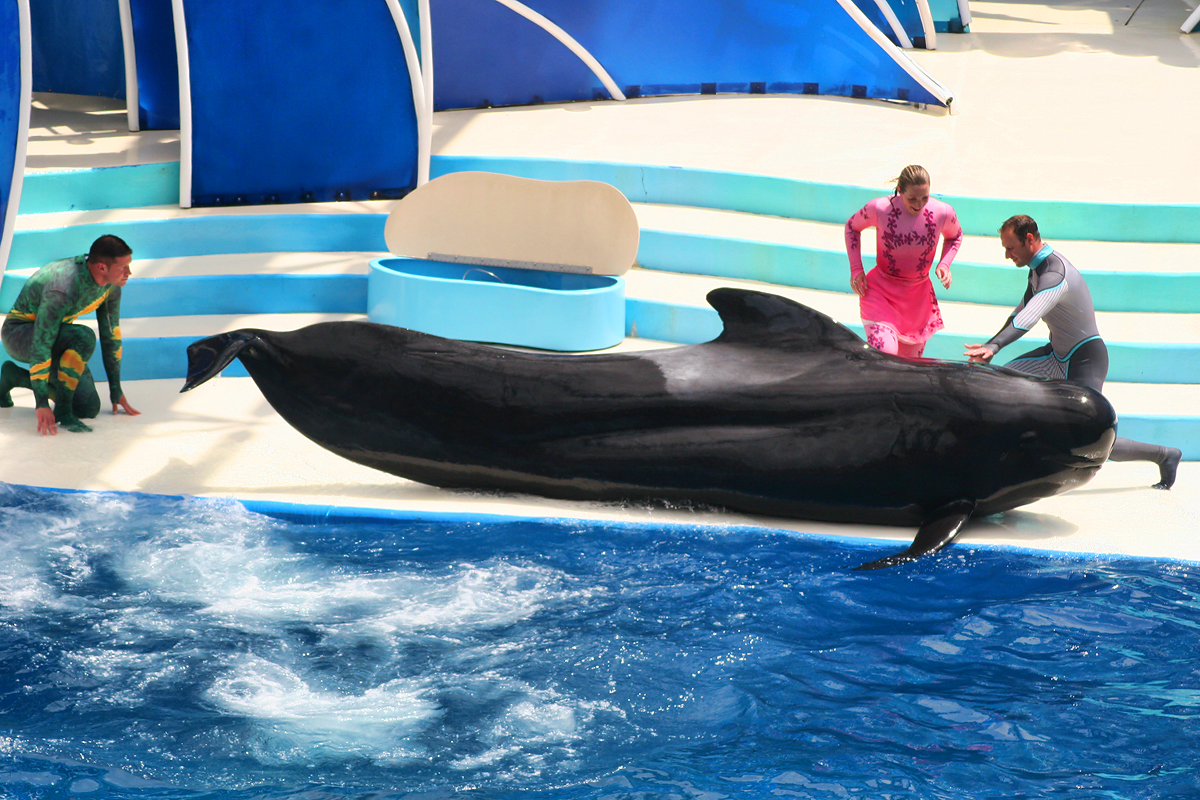
Kulohlavec Sieboldův v SeaWorld San Diego

Kulohlavec Sieboldův je chráněn v rámci  úmluvy CITES, která se vztahuje na celou jeho oblast výskytu. Lokální ochranu poskytují i některé další smlouvy. K těm patří Dohoda o ochraně malých kytovců Baltského moře, severovýchodního Atlantiku, Irského moře a Severního moře (ASCOBANS) nebo Dohoda o ochraně malých kytovců Černého a Středozemního moře a přilehlé oblasti Atlantiku (ACCOBAMS). Ve Spojených státech amerických je kulohlavec Sieboldův chráněn od roku 1972 zákonem o ochraně mořských savců (Marine Mammal Protection Act).

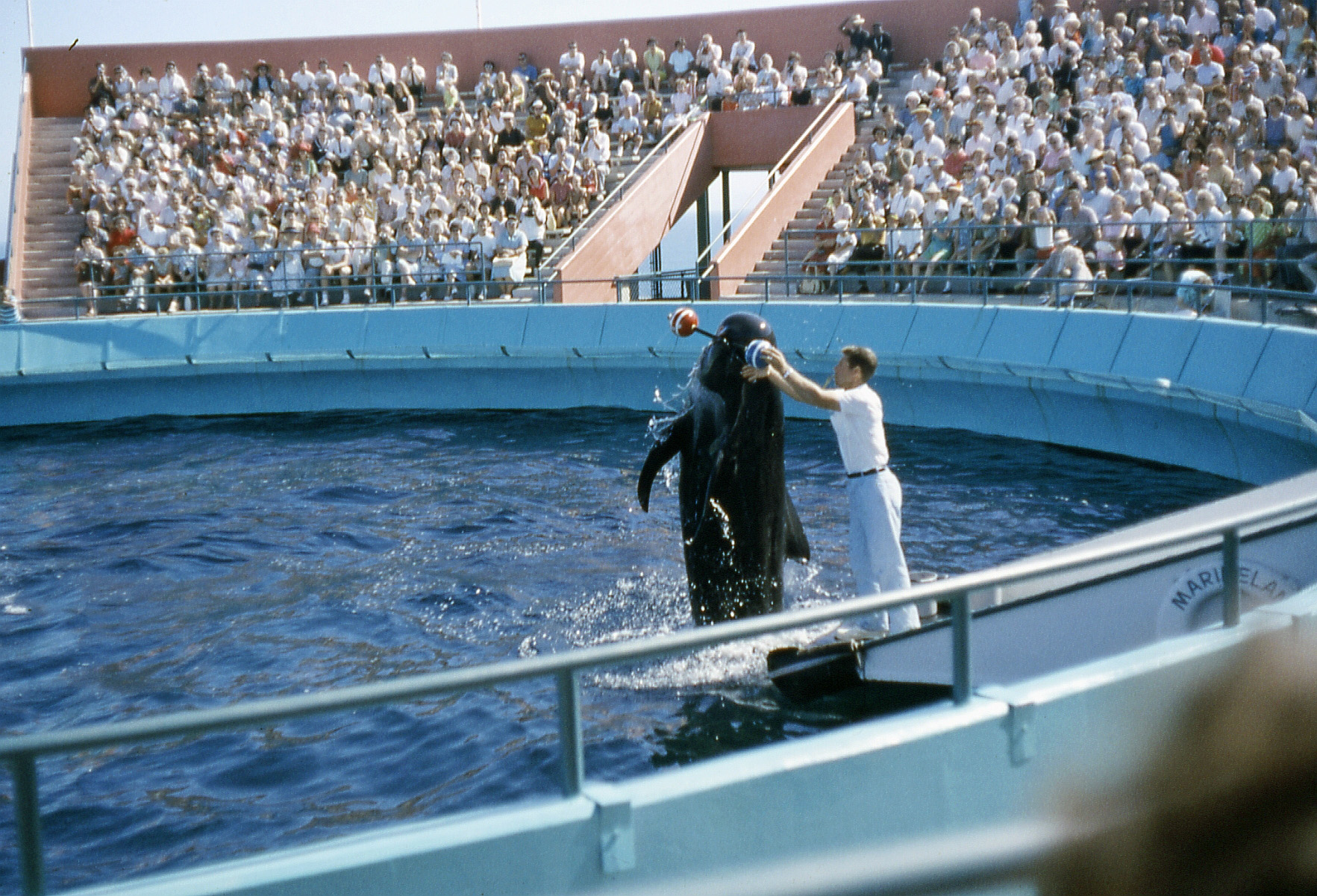
Samice Bubbles v mořském akváriu v Kalifornii

K prostředkům ochrany patří například vzdělávání veřejnosti, snižování dopadů zvukového znečištění oceánů, rychlá odezva a pomoc při uváznutí kulohlavců na mělčině nebo vědecký výzkum. Lokální populace (např. populace z Kanárů, Madeiry nebo Havaje) mohou být studovány s pomocí fotografií, díky nimž lze zkoumat geografické a časové údaje o kulohlavcích v průběhu času. K identifikaci jednotlivců z fotografií dochází na základě jizev a zářezů na hřbetní ploutvi. K dalším metodám výzkumu patří sledování pohybu kulohlavců s pomocí satelitních zařízení, záznam a analýza jejich akustických projevů nebo genetické studie.

### Chov
Kulohlavci Sieboldovi jsou chováni v zajetí již od konce 40. let 20. století v mořských parcích v Kalifornii, Japonsku a na Havaji. Míra přežití těchto kytovců v chovných zařízeních je však velmi nízká. Podle studie z roku 1975, která analyzovala dostupná data pro 27 z 33 tehdy známých chovaných kulohlavců Sieboldových, přibližně 35 % kulohlavců vzatých do zajetí uhynulo do 30 dní a až 75 % kulohlavců Sieboldových zemřelo v zajetí do dvou let. Existují však i výjimky, jako je samice Bubbles, která přežila v zajetí téměř 30 let.